# Amyema rhytidoderma
Amyema rhytidoderma är en tvåhjärtbladig växtart som beskrevs av B.A. Barlow. Amyema rhytidoderma ingår i släktet Amyema och familjen Loranthaceae. Inga underarter finns listade i Catalogue of Life.